# Uma Uain Craic
Uma Uain Craic (Uma Wain Kraik) ist ein osttimoresischer Suco im Verwaltungsamt Viqueque (Gemeinde Viqueque).

## Geographie

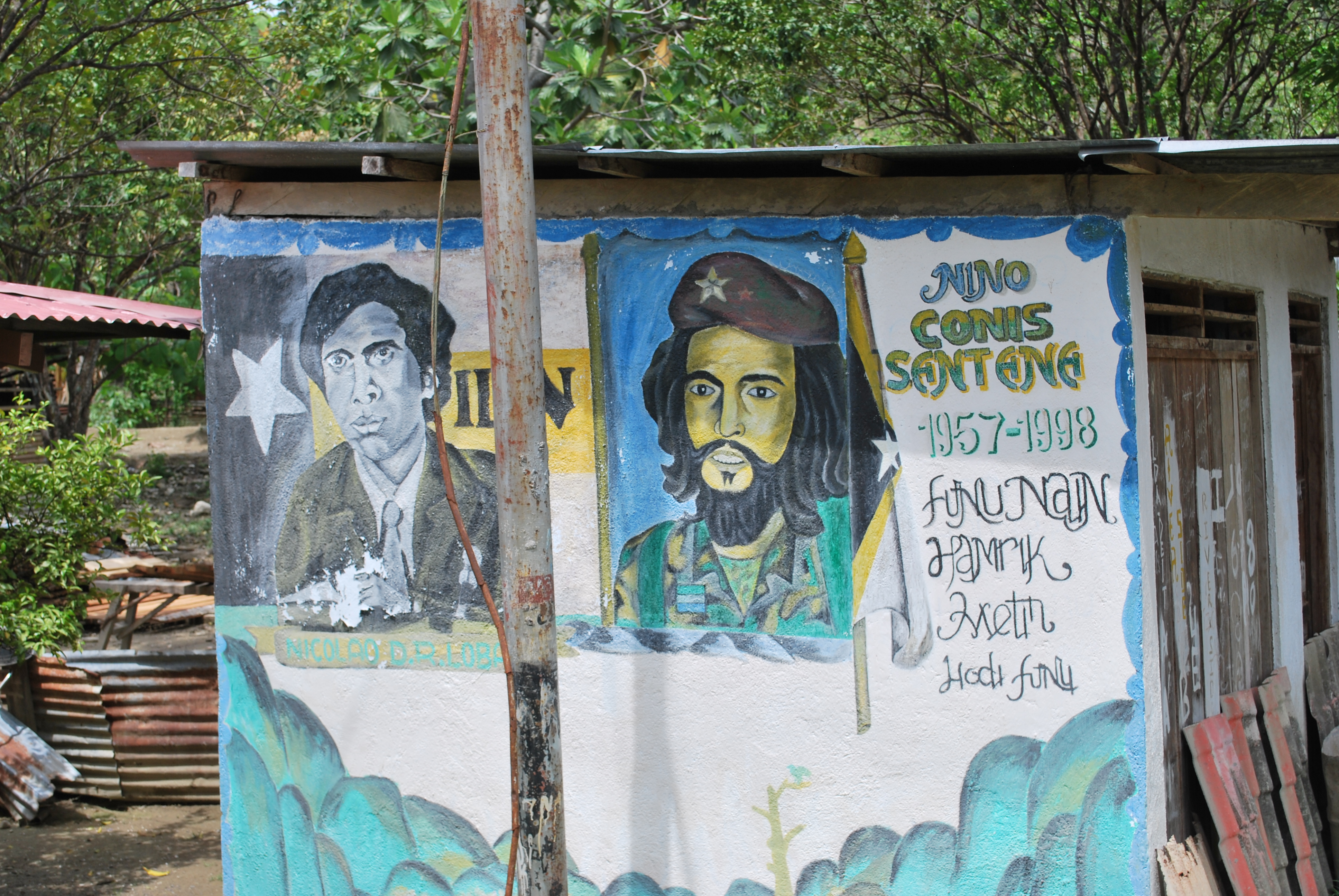
Graffiti mit Nicolau dos Reis Lobato und Nino Konis Santana in Naeboruc

Vor der Gebietsreform 2015 hatte  Uma Uain Craic eine Fläche von 16,12 km². Nun sind es 42,45 km². Der Suco liegt im Osten des Verwaltungsamts Viqueque. Nördlich und östlich befindet sich der Suco Caraubalo, südlich der Suco Maluru und südwestlich der Suco Uma Quic. Die Ostgrenze wird vom Fluss Cuha gebildet. In den Cuha fließt der Lee, der auch die Südgrenze zu Maluru bildet. Als östlicher Grenzfluss zu Caraubalo heißt der Lee Lagotua.
An der Küste im Südwesten der Aldeia Uhacae liegt der Ponta de Luca.
Drei Kilometer vom Meer entfernt, liegt östlich des Flusses Cuhas der aktive Schlammvulkan Raitahu (lokal: Rai Sut).

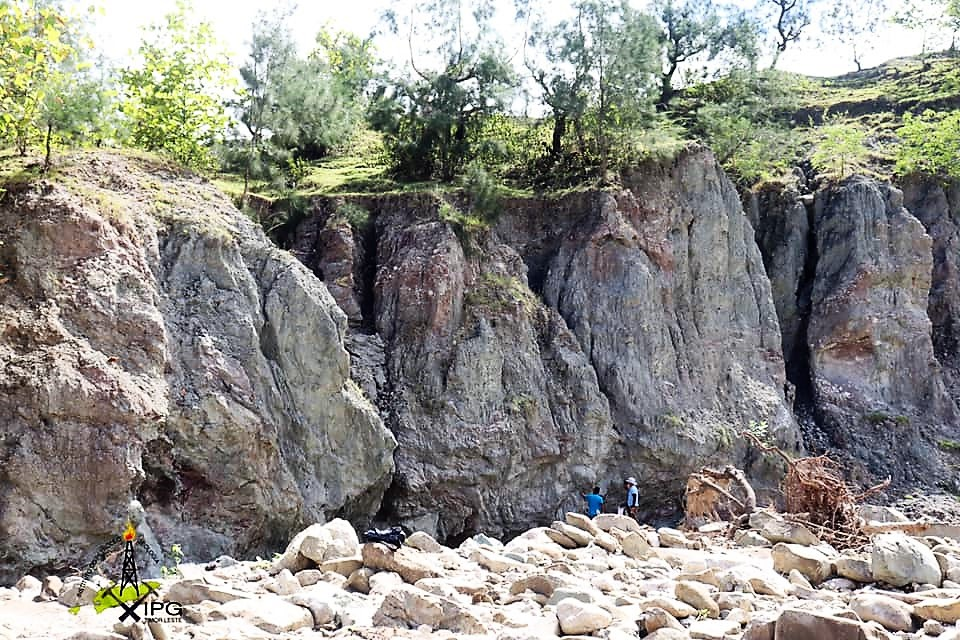
Felsformation in Uma Uain Craic

Jenseits der Grenze liegt im Nordosten die Gemeindehauptstadt Viqueque, deren Vororte bis nach Uma Uain Craic hineinreichen. Von hier aus führt eine Überlandstraße durch den Westen des Sucos. An ihr liegt der Ort Naeboruc (Naibaroc). Weitere Orte im Norden und Osten sind Has Abut (Hasabut), We-Sa (Vessa) und Caraubato (Caraubalo).
Im Suco befinden sich die neun Aldeias Bosabein, Cailoi, Duducai, Fahi Berec, Fatuhadan, Halderai, Loho, Naeboruc und Uhacae.

## Einwohner
In Uma Uain Craic leben 3.539 Einwohner (2022), davon sind 1.764 Männer und 1.775 Frauen. Im Suco gibt es 694 Haushalte. Über 70 % der Einwohner geben Tetum Terik als ihre Muttersprache an. Über 17 % sprechen Makasae, über 10 % Tetum Prasa und Minderheiten Naueti, Habun oder Midiki.

## Geschichte

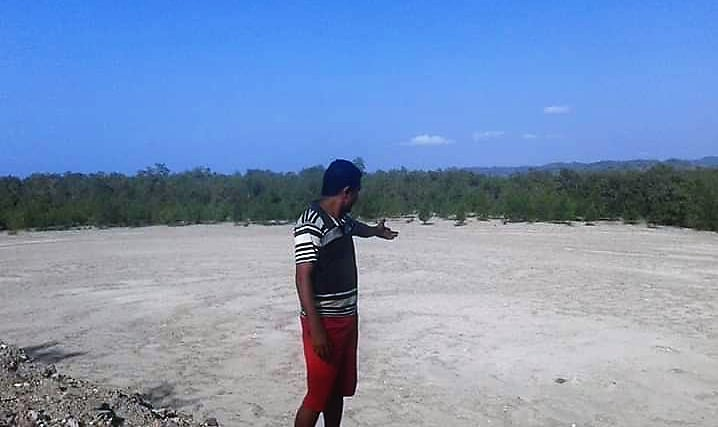
Schlammvulkan von Raitahu

Am 18. September 1999 wurden die Einwohner von Uma Uain Craic aus ihren Häusern vertrieben. Indonesische Soldaten und Milizionäre der Miliz Nagah Mera brannten sie nieder.
Am 3. Mai 2021 gab es eine große Explosion am Schlammvulkan von Raitahu, bei der ein riesiger Feuerball in den Himmel schoß.

## Politik
Bei den Wahlen von 2004/2005  wurde Manuel de Piedade Pinto zum Chefe de Suco gewählt. Bei den Wahlen 2009 gewann Angelo Miguel da Silva Soares und wurde 2016 in seinem Amt bestätigt.